# Data Manipulation Language
DML (Data Manipulation Language) és un subconjunt del llenguatge Transact-Sql, una variant implementada per l'empresa Microsoft i basat amb els estàndards ANSI-SQL:
- SQL89 (SQL1)
- SQL92 (SQL2)
- SQL99 (SQL3)

Exemples d'instruccions DML són:
- SELECT
- INSERT
- UPDATE
- DELETE